# Karl (Hohenzollern-Sigmaringen)

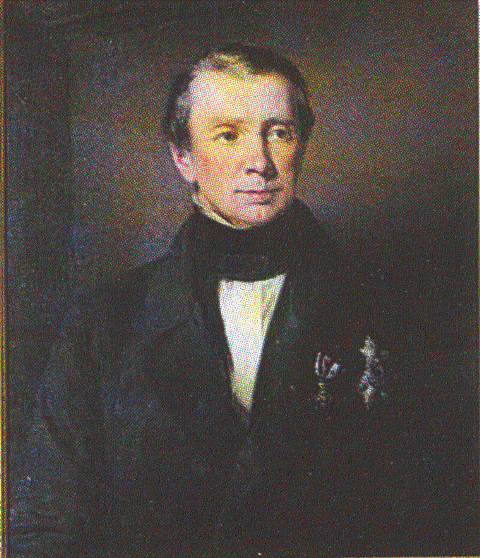
Fürst Karl von Hohenzollern-Sigmaringen

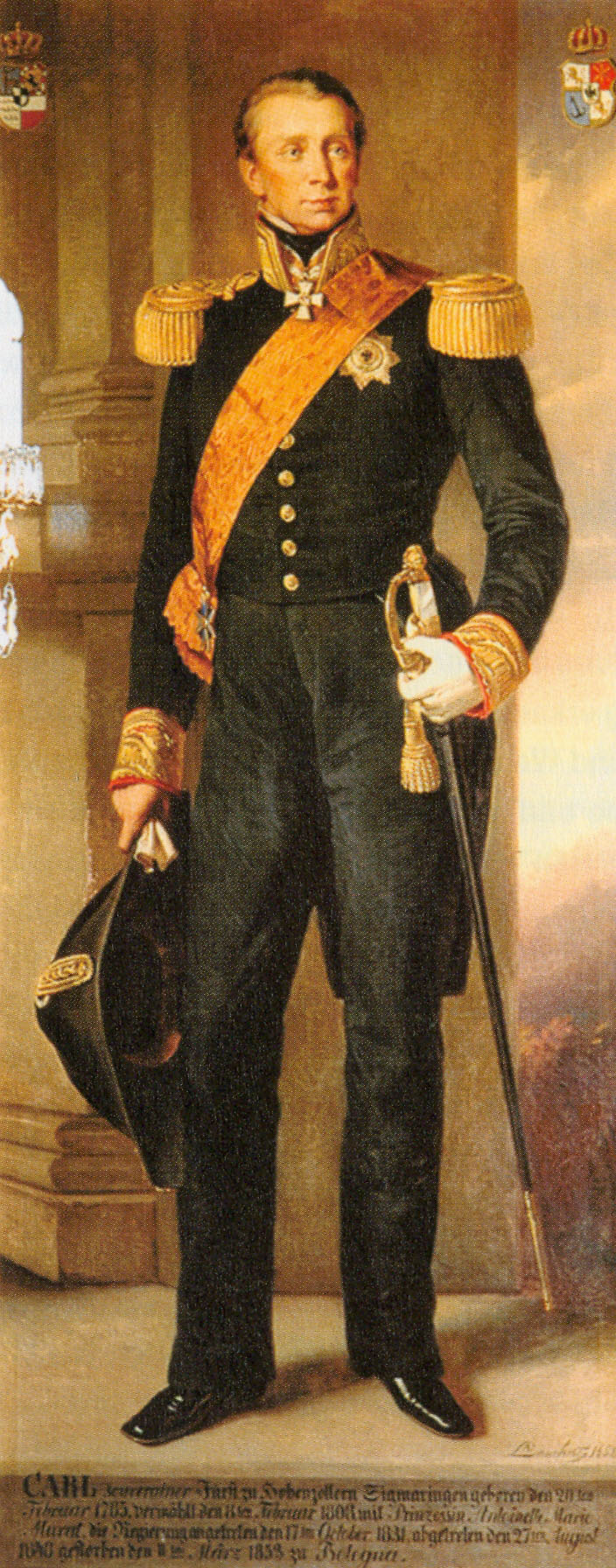
Karl von Hohenzollern-Sigmaringen (1852)

Karl Anton Friedrich Meinrad Fidelis von Hohenzollern-Sigmaringen (* 20. Februar 1785 in Sigmaringen; † 11. März 1853 in Bologna) war von 1831 bis 1848 Fürst von Hohenzollern-Sigmaringen.

## Leben
Karl war der Sohn des Fürsten Anton Aloys von Hohenzollern-Sigmaringen aus dessen Ehe mit Amalie Zephyrine, Tochter des Fürsten Philipp Joseph zu Salm-Kyrburg. Seine Mutter konnte durch diplomatisches Geschick in Paris die Mediatisierung der hohenzollerischen Fürstentumer erreichen. Sie stellte auch die Weichen für die Ehe Karls mit einer Nichte von Napoleons jüngster Schwester Caroline Bonaparte.
Karl, der als „eher schüchtern“ galt, wurde von dem Hofrat Franz Xaver Fischler erzogen. Er heiratete am 4. Februar 1808 in Paris die acht Jahre jüngere Antoinette, Tochter des Pierre Murat, eines Bruders des Großherzogs von Berg und späteren neapolitanischen Königs Joachim Murat. Die nicht standesgemäße Hochzeit wurde vertraglich durch das preußische Haus abgezeichnet, um die Kinder und deren Adelsansprüche zu legitimieren. An den anschließenden Feldzügen der Koalitionskriege nahm Karl, der bereits 1807 Oberst eines französischen Regiments war, in der Grande Armée teil und befand sich oft in persönlichen Diensten Napoleons, wechselte aber 1813 auf die Seite der Alliierten.

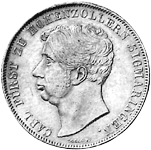
Karl Fürst zu Hohenzollern-Sigmaringen

Er folgte seinem Vater 1831 als Fürst von Hohenzollern-Sigmaringen, hatte aber schon vorher wesentlichen Anteil an den Regierungsgeschäften. 1833 berief Karl einen konstituierenden Landtag ein und proklamierte dabei eine Verfassungsurkunde als Grundgesetz für das Fürstentum. Im Jahr 1838 berief er Ludwig Hassenpflug an die Spitze der inneren Verwaltung des Fürstentums. Er begründete das Landeskrankenhaus und ließ das Ständehaus, ein Regierungs- und Kammergebäude, am Leopoldplatz in Sigmaringen bauen (heute Sitz der Hohenzollerischen Landesbank). Karls Verdienst war auch die Aufhebung der Leibeigenschaft und verschiedener Grundlasten, der Anlage der Antons- und der Karlsstraße in Sigmaringen sowie des dortigen Prinzenbaus. Er galt als belesen und stand in Korrespondenz mit Alexander von Humboldt.
Im Zuge der Revolution in Sigmaringen von 1848 dankte Karl am 27. August 1848 zu Gunsten seines liberaler eingestellten Sohnes Karl Anton ab.
Am 14. März 1848 heiratete Karl, nach dem Tod seiner ersten Gemahlin, in Kupferzell Katharina, Tochter des Fürsten Karl Albrecht von Hohenlohe-Waldenburg-Schillingsfürst und Witwe des Grafen Franz Erwin von Ingelheim.
Karl starb während einer Reise nach Rom in Bologna.

## Nachkommen
Aus seiner ersten Ehe hatte Karl folgende Kinder:
- Karoline (1810–1885)

⚭ 1. 1839 Graf Friedrich Franz Anton von Hohenzollern-Hechingen (1790–1847)
⚭ 2. 1850 Johann Stäger von Waldburg (1822–1882)
- Karl Anton (1811–1885), Fürst von Hohenzollern, preußischer Ministerpräsident

⚭ 1834 Prinzessin Josephine von Baden (1813–1900)
- Amalie Antoinette (1815–1841)

⚭ 1835 Prinz Eduard von Sachsen-Altenburg (1804–1852)
- Friederike (1820–1906)

⚭ 1844 Marchese Gioacchino Napoleone Pepoli (1825–1881)